# Na Casaidigh
Na Casaidigh, auch bekannt als The Cassidys, ist eine irische Musikgruppe. Na Casaidigh wurden in Gweedore im County Donegal von der Cassidy-Familie gegründet.

## Diskographie
- Na Casaidigh (1980)
- Fead an Iolair (1984)
- The Cassidys Live (1985)
- 1691 (1991)
- Off to Philadelphia (1996)
- Óró na Casaidigh (1997)
- Singing From Memory (1998)
- The Cassidys-Na Casaidigh (2001)